# Horst Woesner
Horst Woesner (10. Januar 1914 in Preußisch Stargard – 23. Mai 1994) war ein deutscher Jurist und Richter am Bundesgerichtshof.

## Leben
Vor seiner Berufung an den Bundesgerichtshof war Woesner am Oberlandesgericht Bremen tätig. Zum Richter am Bundesgerichtshof wurde er zum 1. Januar 1968 ernannt. Das Präsidium des Bundesgerichtshofs wies Woesner zunächst dem IX. Zivilsenat zu, der damals vor allem für Entschädigungsfragen im Zusammenhang mit nationalsozialistischem Unrecht zuständig war. Da Woesner vor seiner Berufung vor allem in der Strafrechtspflege tätig geworden war, stieß diese Entscheidung auf Kritik, zumal befürchtet wurde, hier solle ein eher liberaler Strafrechtler „kaltgestellt“ werden. Der damalige Präsident des Bundesgerichtshofs, Robert Fischer soll die Verwendung Woesners mit dem Hinweis verteidigt haben, der Entschädigungssenat könne nur mit politisch unbelasteten Richtern besetzt werden, und da habe Woesner zur Verfügung gestanden. Ab 1971 gehörte Woesner dann dem 1. Strafsenat an, zuletzt als dessen stellvertretender Vorsitzender. Zum 31. Januar 1982 trat Woesner altersbedingt in den Ruhestand ein.